# Hamont (Hamont-Achel)
Hamont (lim. Haëmet) – dzielnica (deelgemeente) miasta Hamont-Achel w Belgii, w Regionie Flamandzkim, w prowincji Limburgia, w okręgu Maaseik. 1 stycznia 2020 roku liczyła 8948 mieszkańców. Do 31 grudnia 1976 samodzielna gmina. 

## Demografia
Liczba mieszkańców, stan na 1 stycznia:
| Rok                | 1930 | 1961 | 2020 |
| ------------------ | ---- | ---- | ---- |
| Liczba mieszkańców | 3864 | 6025 | 8948 |